# Liaoning (16)
Liaoning é um porta-aviões da Marinha do Exército de Libertação Popular da China, que entrou no serviço ativo em 25 de setembro de 2012. Pertencente a Classe Kuznetsov, ele foi construído pela União Soviética para servir na Frota Naval Militar. Era conhecido como Riga e foi lançado a 4 de Dezembro de 1988, sendo renomeado para Varyag no final da década de 1990, segundo um famoso cruzador russo.
Em 2002, foi vendido pela Ucrânia a uma pequena companhia turística chinesa que pretendia transformá-lo em um cassino flutuante.
A China deseja usá-lo como modelo para a construção de seus futuros próprios porta-aviões.
O navio então foi renomeado Liaoning e posto em serviço pela marinha chinesa em setembro de 2012.